# Pepetela
Artur Carlos Maurício Pestana dos Santos, conegut pel pseudònim de Pepetela (Benguela, 29 d'octubre de 1941), és un escriptor d'Angola.
La seva obra reflecteix la història contemporània d'Angola, i els problemes a que s'enfronta la societat angolesa. Durant la llarga guerra, Pepetela, angolès d'ascendència portuguesa, lluità amb el MPLA (Movimento Popular de Libertação de Angola). El seu conte, Mayombe, retrata les vides i els pensaments d'un grup de guerrillers durant lguerra. Yaka segueix la vida d'una família colonial a Benguela al llarg d'un segle, i A Geração da Utopia mostra la desilusió existent a Angola després de la independència. La història angolesa abans del colonialisme també forma part de les obres de Pepetela, i pot ser llegida a A Gloriosa Família i Lueji. La seva obra als anys 2000 critica la situació angolesa, texts amb un estil satíric són els contes policials Jaime Bunda. Les seves obres recents inclouen Predadores, una crítica aspra de les classes dominants d'Angola, O Quase Fim do Mundo, una al·legoria postapocalíptica, i O Planalto e a Estepe, que examina els lligams entre Angola i altres països ex-comunistes. Llicenciat en Sociologia, Pepetela és docent de la Facultat d'Arquitectura de la Universitat Agostinho Neto a Luanda.

## Vida
Pepetela és descendent d'una família de portuguesos nascuts a Angola. Va acabar l'ensenyament primari a la seva ciutat natal i després va marxar a Lubango, on va poder prosseguir els estudis. Va acabar l'ensenyament secundari al Liceu Diogo Cão. Va créixer en un ambient de classe mitjana, però va assistir a una escola primària amb varietat de races i classes. Ha afirmat que la ciutat de Benguela li va donar més oportunitats per conèixer angolesos de totes les races perquè aleshores era una ciutat multiracial. Un oncle periodista el va introduir en una varietat de pensadors d'esquerra, i també fou influït per un sacerdot esquerrà anomenat Noronha, qui el va instruir sobre la revolució i altres esdeveniments contemporanis.
A Lisboa Pepetela va freqüentar a partir de 1958 el curs d'enginyeria a l'Instituto Superior Técnico i des del 1960 un curs de lletres a la Universitat de Lisboa. El 1963 començà a militar en el MPLA.

## Experiència en la guerra i primeres obres
Un cop inicià la militància, va fugir de Portugal cap a parís i d'allí cap a Alger. Allí va conèixer Henrique Abranches, camb qui va treballar en el Centro de Estudos Angolanos, on van treballar en la documentació de la cultura i societat angoleses i en la propagació de missatges del MPLA a l'exterior. A Alger va escriure el seu primer conte, Muana Puó, on examina la situació angolesa a través de la metàfora de les màscares dels chokwe. Tot i que no pretenia publicar-lo. ho va fer finalment en 1978. En 1969 el Centro de Estudos Angolanos es traslladà d'Alger a Brazzaville, a la República del Congo. Un cop allí va començar a participar en la lluita armada contra els portuguesos. La experiència en la lluita serví com a inspiració per una de les seves obres més reconegudes, la narrativa de guerra Mayombe.
El 1972 va publicar el seu primer conte titulat As Aventuras de Ngunga, escrit durant el seu combat al Frente Leste per a un petit públic d'universitaris i on analitza el creixement revolucionari de Ngunga, un jove guerriller del MPLA usant un to èpic i didàctic i on introdueix els costums, la geografia i la psicologia d'Angola. Aquest conte exemplifica la carrera inicial de Pepetela, on mostra un esperit revolucionari i un desig d'examinar la història i la cultura del país.
Un cop Angola assolí la independència en 1975, Pepetela fou nomenat viceministre d'educació al govern del president d'Angola Agostinho Neto. En 1982 abandonà el càrrec per dedicar-se plenament a la literatura. Durant aquesta època, Pepetela gaudí del suport del president Neto per publicar dos dels seus contes, inclòs Mayombe. La seva obra es va diversificar amb la publicació d'algunes peces de teatre. En els anys 70 fou membre del directori de la União dos Escritores Angolanos. En una de les peces A Revolta na Casa dos Ídolos, explora el passat d'Angola, creant un paral·lelisme entre el regne del Congo del segle xvi i la lluita per la independència d'Angola.

### Obres publicades en els anys 80 i sortida del govern
Durant el seu servei al govern de Neto va publicar el conte Mayombe, ambientat en la seva guerrillera dels anys 1970 i que exhibeix un conflicte que defineix la fundació de la seva pàtria.
Després de la seva sortida del govern a finals de 1982 es va dedicar exclusivament a la literatura, començant la seva obra més ambiciosa, Yaka, publicada en 1984, una novel·la històrica que examina les vides d'una família de colons portuguesos de la Benguela del segle xix i on incorpora objectes espirituals tradicionals de d'Angola com les màscares de fusta, que simbolitzen la consciència dels valors tradicionals i l'esperit de la nacionalitat. El 1986 va obtenir el Premi Nacional de Literatura.
En 1985 va publicar O Cão e os Caluandas,on analitza els habitants de Luanda durant els anys de la independència, i hi usa diverses veus narratives. En 1989 publicà Lueji, obra paral·lela a  A Revolta na Casa dos Ídolos on compara la història angolesa i la situació contemporània, en aquest cas la princesa luba Lueji amb una ballarina que intepreta el seu paper en un ballet contemporani. Tornaria a la història d'Angola del segle xvii amb A Gloriosa Família el 1997.

## Noves direccions literàries i el Premi Camões
Durant els anys 1990 continuà interessant-se per la història d'Angola alhora que començava a examinar la situació actual del país amb sentit irònic i crític. En A Geração da Utopia de 1992 hi mostra la Guerra Civil angolesa i la corrupció d'un govern que el porta a qüestionar els valors revolucionaris exposats a Mayombe. La trama del llibre, que passa en tres dècades i es divideix en quatre parts, analitza l'opressió colonial, la guerra d'alliberament, la guerra civil i una pausa curta en la guerra en els anys 1990.
La desil·lusió mostrada continua amb O Desejo de Kianda, publicat en 1995, on utilitza el realisme màgic i la seva heroïna, Carmina Cara de Cu, deixa la carrera en el govern i es torna traficant d'armes. Philip Rothwell va afirmar que el llibre mostrava "un retrat profund i condemnador d'una utopia traïda." En 1997 publicà A Gloriosa Família, on usa el realisme màgic i examina la família Van Dúnem després des passar-se anys investigant-los.
El deteriorament de la situació política angolesa en la dècada del 1990 va fer que passés més temps a Lisboa i a Brasil, cosa que facilità que la seva obra fos reconeguda en l'àmbit de la lusofonia. Així el 1997 fou guardonat amb el Premi Luiz de Camões pel conjunt de la seva obra. Pepetela fou el primer autor angolès i el segon autor africà que el va guanyar. També fou l'autor més jove en guanyar-lo. Quan abandonà la política tornà al seu càrrec docent a la Facultat d'Arquitectura de Luanda on ensenyà sociologia.

## Sàtira i nous horitzons
Pepetela continua com un escriptor prolífic en la dècada del 2000. Començà amb la sèrie de narracions denominada Jaime Bunda, de caràcter policíac i on satiritza al vida a Luanda. Jaime Bunda és una paròdia de James Bond, personatge amb el que està obsessionat gràcies a les seves pel·lícules. En la primera narració, Jaime Bunda, Agente Secreto, publicada en 2001, el protagonista investiga un assassinat i estupre que el porta a un falsificador sud-africà anomenat Karl Botha, una referència a l'ex-primer ministre sud-africà P.W. Botha, qui autoritzà la intervenció sud-africana a Angola en 1975. El segon, Jaime Bunda e a Morte do Americano, publicat en 2003, te lloc a Benguela i satiritza la influència estatunidenca a Angola on el seu personatge intenta seduir uan agent del FBI i critica tant la política exterior dels Estats Units, com el comportament passat de la policia angolesa. Els llibres foren publicats per l'editorial Dom Quixote i foren força populars a Portugal i fins i tot a Alemanya, on Pepetela era desconegut fins aleshores.
En 2007 publicà O Terrorista de Berkeley, Califórnia, ambientat als Estats Units i on tracta les actituds actuals davant el terrorisme i aspectes de la tecnologia present a la societat moderna. En una de les seves últimes obres, O Quase Fim do Mundo, s'aproxima al gènere de la ciència-ficció.

## Obres

### Narració
1972 - As Aventuras de Ngunga
1978 - Muana Puó
1980 - Mayombe
1985 - O Cão e os Caluandas
1985 - Yaka
1990 - Lueji
1992 - Geração da Utopia
1995 - O Desejo de Kianda
1997 - Parábola do Cágado Velho
1997 - A Gloriosa Família
2000 - A Montanha da Água Lilás
2001 - Jaime Bunda, Agente Secreto
2003 - Jaime Bunda e a Morte do Americano
2005 - Predadores
2007 - O Terrorista de Berkeley, Califórnia
2008 - O Quase Fim do Mundo
2008 - Contos de Morte
2009 - O Planalto e a Estepe
2011 - A Sul. O Sombreiro
2011 - Crónicas com Fundo de Guerra
2013 - O Tímido e as Mulheres
2015 - Crónicas maldispostas
2016 - Se o Passado Não Tivesse Asas

### Teatre
1978 - A Corda
1980 - A Revolta da Casa dos Ídolos

### Cròniques
2011 - Crónicas com Fundo de Guerra
2015 - Crónicas Maldispostas